# طوروس نيزا
طوروس نيزا هو نادي كرة قدم مكسيكي أٌسس عام 1993. يلعب النادي في Ascenso MX ‏.